# Rejon zaleszczycki
Rejon zaleszczycki – dawny rejon obwodu tarnopolskiego Ukrainy z siedzibą w Zaleszczykach.
Został utworzony w 1940 r., a zniesiony 17 lipca 2020 roku, jego powierzchnia wynosiła 684 km², a ludność rejonu liczyła 46 541 osób.
Na terenie rejonu znajdowała się jedna rada miejska, jedna rada osiedlowa i 35 silskich rad, obejmujących w sumie 53 miejscowości. Siedzibą władz rejonowych były Zaleszczyki – 9. miasto pod względem wielkości w obwodzie tarnopolskim (2001).

## Miejscowości rejonu
- Anielówka (Ангелівка)
- Bedrykowce (Бедриківці)
- Berestek (Бересток)
- Błyszczanka (Блищанка)
- Burakówka (Буряківка)
- Chartanowce (Хартонівці)
- Chmielowa (Хмелева)
- Czerwonogród (Урочище Червоне)
- Dobrowolany (Добрівляни)
- Drohiczówka (Дорогичівка)
- Duninów (Дунів)
- Dupliska (Дуплиська)
- Dźwiniacz (Дзвиняч)
- Gródek (Городок)
- Hińkowce (Гиньківці)
- Hłuszka (Глушка)
- Holihrady (Голігради)
- Hołowczyńce (Головчинці)
- Iwanie Złote (Іване-Золоте)
- Jakubówka (Якубівка)
- Karolówka (Королівка)
- Kasperowce (Касперівці)
- Kołodróbka (Колодрібка)
- Koszyłowce (Кошилівці)
- Kułakowce (Кулаківці)
- Latacz (Литячі)
- Lesieczniki (Лисичники)
- Lisowce (Лисівці)
- Myszków (Мишків)
- Nagórzany (Нагоряни)
- Nyrków (Нирків)
- Nowosiółka Kostiukowa (Новосілка)
- Pieczarna (Печорна)
- Podillia (Поділля)[2][3]
- Popowce (Попівці)
- Różanówka[4] (Рожанівка)
- Sadki (Садки)
- Sińków (Синьків)
- Słobódka[5] (Слобідка)
- Słone (Солоне)
- Stawki[6] (Ставки)
- Szczytowce (Щитівці)
- Szypowce (Шипівці)
- Szutromińce (Шутроминці)
- Świerzkowce (Свершківці)
- Tłuste (Товсте)
- Torskie (Торське)
- Uhryńkowce (Угриньківці)
- Uścieczko (Устечко)
- Winiatyńce (Винятинці)
- Worwolińce (Ворвулинці)
- Wygoda (Вигода)
- Wynohradne[7] (Виноградне)
- Zaleszczyki (Заліщики)
- Zazulińce (Зозулинці)
- Zełenyj Haj[8] (Зелений Гай)